# اتا سگ کوچک
اتا سگ کوچک یک ستاره است که در صورت فلکی سگ کوچک قرار دارد.